# Сімейка Тофу
Сімейка Тофу (фр. Les Tofou) — анімаційний ситком виробництва SIP Animation і CinéGroupe. Мультсеріал є сатиричною пародією на стиль життя захисників навколишнього середовища, який уособлює найменування сім'ї. Сім'я складається з Мами, Батька, Чічі, Лоли та Буби. Дія серіалу розгортається у вигаданому містечку Бовіллідж і порушує багато аспектів екологічного руху, зокрема екологічні організації, права тварин і пацифізм.

## Сюжет
Екологічні активісти Мама та Батько Тофу, стурбовані тим, що їхня сім’я задихається від міської рутини. Вони вирішують переїхати до фермерського будинку в містечку Бовіллідж і жити ближче до природи на жах їхніх неповнолітніх дітей Чічі та Лоли. Дітям більше подобається дивитися телевізор і ходити по магазинах, ніж розважатися із звірятами бабусі Буби: півнем Крекером, овечкою Кучерявою та козою Сьюзі.
Брат і сестра намагаються впоратися з екологічно сприятливим світоглядом своїх батьків і приниженнями, які є результатом їхніх зусиль заохотити інших захищати довкілля.
Район, у якому мешкає родина, наповнений людьми, які вміють користуватися електронікою, що контрастує з повністю органічним способом життя Тофу. На відміну від свого геніального брата Чічі, який вірить у мир у родині, Лола більш цинічна та не хоче, щоб її вважали диваком у новому районі. Вона закохується у Біллі Хаббаба, сусідського хлопця, незважаючи на спротив його батьків.

## Персонажі
Чічі (Аарон Грюнфельд)
Лагідний, але розумний. Закоханий у місцеву дівчину на ім'я Кенді. Його найкращі друзі -  Кенді та Філ.
Лола (Брігід Тірні)
У дружніх стосунках з  братом, найкраща подруга з Лілі. Закохана в свого сусіда Біллі Хаббаба.
Мама (Марія Бірчер)
Вона дзен-мати, яка намагається тримати свій дім у порядку.
Батько (Марсель Жанен)
Його зазвичай вважають непомітним, що в підсумку виявляється помилковим судженням, оскільки зазвичай він досить рано дізнається, що відбувається в його домі. Він також є чимось на кшталт винахідника, оскільки його часто бачать, як він винаходить машини, виготовлені з екологічно чистих матеріалів або які працюють на чистому паливі.
Буба (Соня Болл)
Бабуся Лоли та Чічі. Вона виросла на фермі, і це життя, яке вона знає.
Ейпріл (Джессі Вінет)
Дівчина, яка часто бродить у домі Тофу. Оскільки її батьки працюють у відділенні невідкладної допомоги, вона постійно залишається самотньою і тому прив’язалася до більш уважних та щирих Тофу. Ейпріл також швидко полюбила Чічі, давши йому домашнє ім'я «Чічі-медова булочка».
Вільям «Біллі» Хаббаб ( Деніель Брошу )
Син Тітуса та Бет Хаббаб, він сусід Лоли та найбільша її любов. Єдина реальна обставина, яка заважає йому бути з нею — це ворожнеча сімей.

Тітус Хаббаб ( Гаррі Станджофскі )
Майстер будильників, Тітус — батько Біллі та ненависник номер один сім’ї Тофу. Він також їхній найближчий сусід.
Елізабет «Бет» Хаббаб ( Полін Літтл )
Вона керує рестораном Burger Palace, і це викликає багато конфліктів між родинами, оскільки Тофу не подобається, що вона використовує штучні інгредієнти.
Філіп «Філ» ( Джейсон Швімер )
Сусід по інший бік родини Тофу. Він найкращий друг і довірена особа Чічі.
Ліліан «Лілі» (Кайла Грунфельд)
Найкращий друг і довірена особа Лоли. Вона трохи чудернацька і безнадійно романтична.
Чері ( Сара Аллен )
Суперниця Лоли та лідер серед дівчат у  її школі.
Ніколас "Нік"
Суперник Чічі. Лідер команди хуліганів у Бовілліджі.
Сьюзен «Сьюзі», «Кучерявий», Крекер
Фермерські тварини Буби. Сьюзі - коза. Сьюзі любить їсти все і випадково це знищує. Кучерявий — вівця з великою кількістю шерсті. Крекер — півень.
Беатріс (Кері Лоуренс)
Кріс ( Майкл Ярмуш )

## Виробництво
Мультсеріал Сімейка Тофу був спільним проєктом SIP Animation і CinéGroupe . Його режисер - Бруно Б'янкі,  сценарій написали двадцять шість сценаристів, у тому числі творці серіалу Фабріс де Костіль і Бертран Віктор. Усі сценарії були відредаговані Флоренс Сандіс, відповідальною за постановку сценарію. Оригінальна музика була створена Аленом Гарсія та Ноамом Каніелем .
Перший епізод франкомовної версії «Сімейки Тофу» на France 3 відбувся 3 січня 2005 року . Оскільки Fox Kids Europe було перейменовано в Jetix Europe у липні 2004 року, програма транслювалася під новим брендом Jetix.
Було п'ять основних акторів, які озвучували серіал. Аарон Грюнфельд озвучив Чічі, а Брігід Тірні — Лолу. Марія Бірчер зіграла маму, Марсель Жанен озвучив Батька, а Соня Бол виконала роль Буби.
Бюджет кожної серії Сімейки Тофу складав 230 000$
До березня 2003 року виробництво серіалу було розпочато. У червні 2003 року SIP Animation оголосив, що CinéGroupe у Канаді буде спільним виробництвом, і що угода Fox Kids Europe також включає права на продаж товарів і перше вікно трансляції на своїх каналах у всьому світі, за вийнятком Великобританії та Франції, через існуючі угоди. 

## Показ
З моменту свого виходу на екрани 6 вересня 2004 року на Teletoon у Канаді було представлено на телебаченні двадцять шість епізодів серіалу протягом двох сезонів.

## Оцінка
Загалом мультсеріал  був добре сприйнятий глядачами. Його назвали «сучасним глянцем класичного сімейного ситкому» , і його високо оцінили за використання екології як унікальної фонової теми.
В 2005 році «Сімейка Тофу» отримала найвищу оцінку аудиторії серед молодіжних програм France 3 .